# Diostracus lii
Diostracus lii är en tvåvingeart som beskrevs av Zhang, Yang och Kazuhiro Masunaga 2003. Diostracus lii ingår i släktet Diostracus och familjen styltflugor. Inga underarter finns listade i Catalogue of Life.